# Bazac
|  | No s'ha de confondre amb Bassac. |

Bazac és un municipi francès al departament del Charente (regió de la Nova Aquitània). L'any 2007 tenia 177 habitants.

## Demografia

### Població
El 2007 la població de fet de Bazac era de 177 persones. Hi havia 85 famílies de les quals 30 eren unipersonals (17 homes vivint sols i 13 dones vivint soles), 29 parelles sense fills, 13 parelles amb fills i 13 famílies monoparentals amb fills.
La població ha evolucionat segons el següent gràfic:

### Habitatges
El 2007 hi havia 117 habitatges, 83 eren l'habitatge principal de la família i 34 eren segones residències. 115 eren cases i 2 eren apartaments. Dels 83 habitatges principals, 55 estaven ocupats pels seus propietaris, 22 estaven llogats i ocupats pels llogaters i 6 estaven cedits a títol gratuït; 3 tenien dues cambres, 18 en tenien tres, 22 en tenien quatre i 40 en tenien cinc o més. 55 habitatges disposaven pel capbaix d'una plaça de pàrquing. A 54 habitatges hi havia un automòbil i a 23 n'hi havia dos o més.

### Piràmide de població
La piràmide de població per edats i sexe el 2009 era:
| Homes | Edats   | Dones |
| ----- | ------- | ----- |
| 0     | 95 o +  | 0     |
| 0     | 90 a 94 | 4     |
| 0     | 85 a 89 | 0     |
| 0     | 80 a 84 | 4     |
| 12    | 75 a 79 | 4     |
| 8     | 70 a 74 | 8     |
| 4     | 65 a 69 | 8     |
| 0     | 60 a 64 | 0     |
| 4     | 55 a 59 | 4     |
| 0     | 50 a 54 | 4     |
| 0     | 45 a 49 | 0     |
| 4     | 40 a 44 | 4     |
| 4     | 35 a 39 | 4     |
| 4     | 30 a 34 | 12    |
| 4     | 25 a 29 | 0     |
| 4     | 20 a 24 | 0     |
| 0     | 15 a 19 | 8     |
| 8     | 10 a 14 | 0     |
| 12    | 5 a 9   | 4     |
| 4     | 0 a 4   | 0     |

## Economia
El 2007 la població en edat de treballar era de 99 persones, 73 eren actives i 26 eren inactives. De les 73 persones actives 59 estaven ocupades (39 homes i 20 dones) i 15 estaven aturades (3 homes i 12 dones). De les 26 persones inactives 14 estaven jubilades, 4 estaven estudiant i 8 estaven classificades com a «altres inactius».

### Ingressos
El 2009 a Bazac hi havia 74 unitats fiscals que integraven 156 persones, la mediana anual d'ingressos fiscals per persona era de 13.317 €.

### Activitats econòmiques
Dels 6 establiments que hi havia el 2007, 1 era d'una empresa extractiva, 1 d'una empresa alimentària, 1 d'una empresa de construcció, 2 d'empreses immobiliàries i 1 d'una empresa de serveis.
Els 2 serveis als particulars que hi havia el 2009 eren agències immobiliàries.
L'any 2000 a Bazac hi havia 5 explotacions agrícoles.

## Poblacions properes
El següent diagrama mostra les poblacions més properes.